# فینال جام اتحادیه فوتبال انگلستان ۱۹۶۳
 فینال جام اتحادیه فوتبال انگلستان ۱۹۶۳، رقابت پایانی جام اتحادیه فوتبال انگلستان در سال ۱۹۶۳ میلادی است که مابین دو تیم باشگاه فوتبال بیرمنگام سیتی و باشگاه فوتبال استون ویلا برگزار شده‌است.
این مسابقه که به صورت رفت و برگشت در تاریخ‌های ۲۳ مه ۱۹۶۳ و ۲۷ مه ۱۹۶۳ انجام شده‌است با نتیجه ۳ بر یک به سود تیم باشگاه فوتبال بیرمنگام سیتی به پایان رسید.